# Kulinić
 (février 2023).
Si vous disposez d'ouvrages ou d'articles de référence ou si vous connaissez des sites web de qualité traitant du thème abordé ici, merci de compléter l'article en donnant les références utiles à sa vérifiabilité et en les liant à la section « Notes et références ».
La dynastie des Kulinić a dirigé la Bosnie médiévale dans la seconde moitié du XIIe siècle et la première moitié du XIIIe siècle.
Le fondateur de la dynastie, appelé Kulin, a été fait ban de Bosnie par l'empereur byzantin Manuel Ier Comnène en 1180 ; il était présent en Bosnie depuis que les Byzantins avait repris la région aux Hongrois en 1163 ; sur le plan religieux, il favorisa le développement de l'hérésie bogomile en Bosnie. Son fils, Stjepan, lui succéda en tant que ban et, modifiant la politique de son père, favorisa l'église catholique romaine, ce qui provoqua la révolte des bogomiles de Bosnie qui le détrônèrent et le contraignirent à se retirer auprès de son fils dans la région d'Usora, où il mourut en 1236. Le fils de Stjepan, Sibislav, fut seulement prince d'Usora et il tenta de restaurer la dynastie en luttant contre le grand ban de Bosnie Matej Ninoslav. 

## Membres
- Kulin (arrivé en Bosnie en 1163 ; mort en 1204), ban de Bosnie ; il régna de 1180 à 1204.
- Stjepan Kulinić (mort en 1236), ban de Bosnie de 1204 à 1232.
- Sibislav, prince d'Usora.